# Прапор Сан-Дієго
Прапор Сан-Дієго — один із символів Сан-Дієго, штат Каліфорнія, США.

## Опис
Прапор складається з трьох вертикальних смуг, розташованих зліва направо: темно-червоної, білої та золотої. На центральній білій смузі розміщена печатка міста, на якій написано «Місто Сан-Дієго — штат Каліфорнія — вічні вігілани». Остання з цих трьох фраз є офіційним девізом міста, що в перекладі з латини означає «завжди пильні». Під печаткою стоїть число 1542 — рік, коли Хуан Родрігес Кабрильо вперше увійшов до затоки Сан-Дієго та оголосив цю територію частиною Іспанської імперії. Червона та золота смуги походять від кольорів прапора Іспанії. Прапор був прийнятий 16 жовтня 1934 року міською радою після того, як Альберт В. Майргофер представив зразок прапора від імені Каліфорнійської історичної асоціації, «Корінних синів Золотого Заходу», «Корінних дочок Золотого Заходу» та «Сан-Дієганців».